# Curt Adolph Dietrich von Schönberg
Curt Adolph Dietrich von Schönberg, modernisiert Kurt Adolf Dietrich von Schönberg, (* 10. November 1749 in Pfaffroda; † 16. Dezember 1799 ebenda) war ein kurfürstlich-sächsischer Kammerherr und Rittergutsbesitzer. Er war Erb-, Lehn- und Gerichtsherr auf Pfaffroda und Dörnthal im Erzgebirge.

## Leben

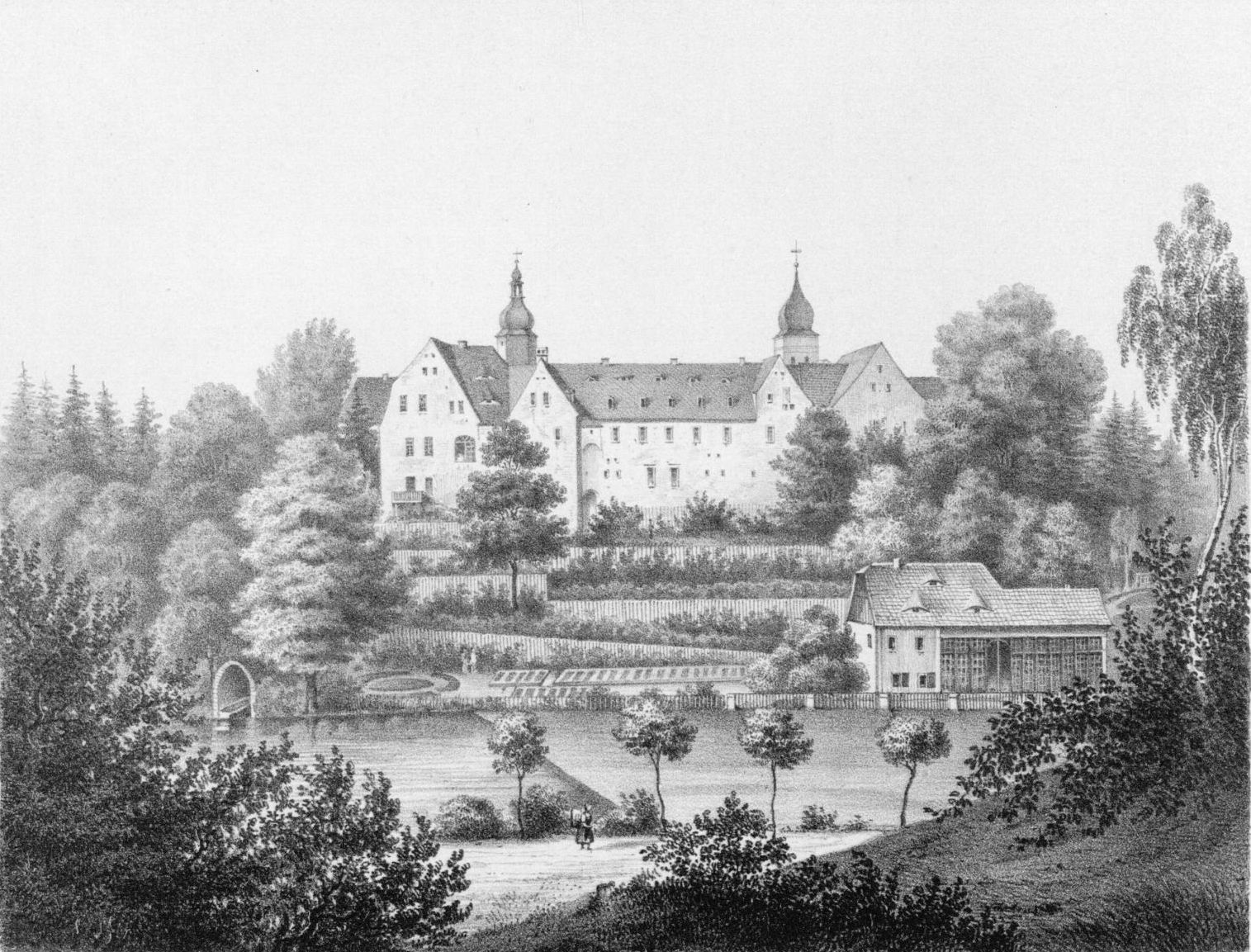
Schloss Pfaffroda im Erzgebirge – Geburts-, Wohn- und Sterbeort von Curt Adolph Dietrich von Schönberg

Er stammte aus der sächsischen Adelsfamilie von Schönberg und war der Sohn des Caspar Dietrich von Schönberg auf Pfaffroda und Dörnthal. Caspar Heinrich Damm von Schönberg war sein Bruder.
Schönbergs Vater Caspar Dietrich starb am 14. September 1753 in Pfaffroda im Alter von 41 Jahren. Zu diesem Zeitpunkt war Curt Adolph Dietrich noch keine vier Jahre alt. Er wuchs daher hauptsächlich bei seiner verwitweten Mutter Christiana Elisabeth geborene von Leipziger auf Schloss Pfaffroda auf. Doch auch seine Mutter starb frühzeitig am 20. Juni 1757 im erzgebirgischen Heidelberg bei Schloss Purschenstein, so dass sich die nächsten Verwandten seiner Erziehung und Ausbildung annehmen mussten.
1771 wird Curt Adolph Dietrich von Schönberg als Kammerjunker am Hof des Kurfürsten Friedrich August von Sachsen in Dresden bezeichnet, später stieg er zum Kammerherrn auf.
Nach seinem Tod hinterließ er den einzigen Sohn Heinrich Curt von Schönberg (* 25. Juli 1782 in Freiberg), der die Majorität noch nicht erreicht hatte und daher eine Zeitlang unter Lehnsvormundschaft des Amtshauptmanns Hans Georg von Carlowitz auf Oberschöna stand. Dieser beantragte für ihn am kursächsischen Lehnhof in Dresden Lehnsindult bis zum Erreichen der Volljährigkeit. Neben Heinrich Curt hatte Curt Adolph Dietrich von Schönberg noch drei Töchter.